# Darío Barrueto Molinet
Darío Barrueto Molinet (Arauco, 1874-Los Ángeles, 29 de diciembre de 1944) fue un comerciante y político radical chileno. 

## Primeros años de vida
Fue hijo de Manuel Antonio Barrueto Rozas y Carmen Molinet Pinto. Educado en su ciudad natal y en el Instituto Nacional.
Se desempeñó como empleado del comercio. Desde 1900 se dedicó a la agricultura y la ganadería, en el sector de Arauco primero, luego en Los Ángeles. Fue consejero de la Cooperativa Agrícola Biobío.
Contrajo matrimonio con Elvira Hermosilla Salvo, con quien tuvo cinco hijos, entre sus hijos se cuenta al político Héctor Barrueto Hermosilla.  

## Vida política
Militante del Partido Radical. En varios períodos fue elegido Alcalde de la ciudad de Los Ángeles.
Senador por la 8ª agrupación provincial de Biobío y Cautín (1933-1941), integrando la comisión permanente de Presupuesto.
Reelecto Senador por la 8ª agrupación provincial de Biobío, Malleco y Cautín (1941-1949), fue miembro de la comisión permanente de Agricultura y Colonización.

### Otras Actividades
Fue Socio del Club Social de Los Ángeles, de la Sociedad Nacional de Agricultura y presidente de la Sociedad Agrícola del Biobío.

### Defunción y Sucesión
Falleció en diciembre de 1944. En su reemplazo, se incorporó el 10 de abril de 1945, Jaime Larraín García-Moreno, militante del Partido Agrario, quien venció en las elecciones complementarias a Hernán Figueroa Anguita, 29 122 votos contra 20 199 del radical.